# Bantheville
Bantheville est une commune française située dans le département de la Meuse, en région Grand Est.

## Géographie

### Localisation

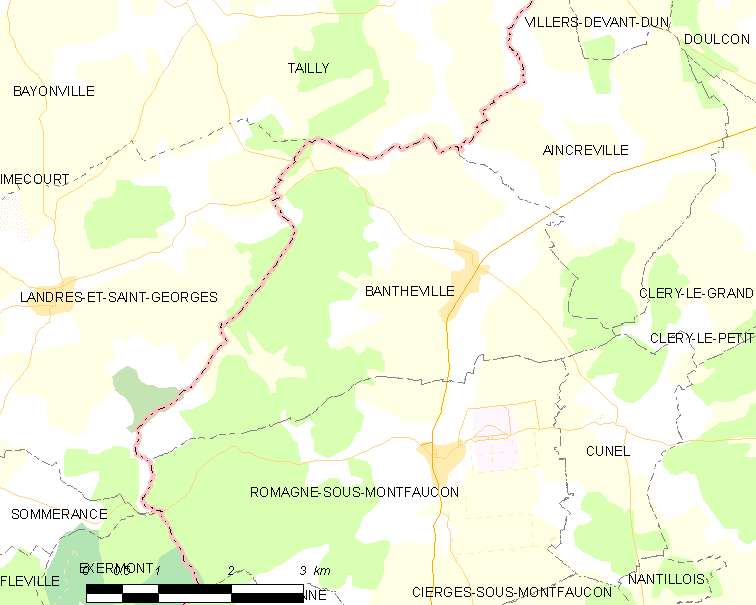
Carte de la commune de Bantheville.

Le village est situé dans la vallée de l'Andon au croisement de la route D 998 venant de Charpentry (au sud) pour aller à Dun-sur-Meuse (au nord) et la route D 15 partant de Montfaucon-d'Argonne (à l'est) pour aller vers le département des Ardennes (à l'ouest).

### Lieux-dits et écarts
À l'ouest du village : Ferme du grand carré.

### Communes limitrophes
Les communes limitrophes sont :
- dans le département de la Meuse : Aincreville, Cléry-le-Grand, Cunel, Romagne-sous-Montfaucon ;
- dans le département des Ardennes : Tailly, Landres-et-Saint-Georges.

### Hydrographie
La commune est traversée par la ligne de partage des eaux entre les régions hydrographiques le bassin versant de la Meuse et « la Seine du confluent de l'Oise (inclus) à l'embouchure » au sein respectivement des bassins hydrographiques Rhin-Meuse et Seine-Normandie. Elle est drainée par le ruisseau l'Andon (Bras-Nord), le ruisseau de Cheline et le Fond de Sauvon,.
L'Andon (Bras-Nord), d'une longueur de 24 km, prend sa source dans la commune de Montfaucon-d'Argonne et se jette  dans la Meuse à Doulcon, après avoir traversé onze communes. 

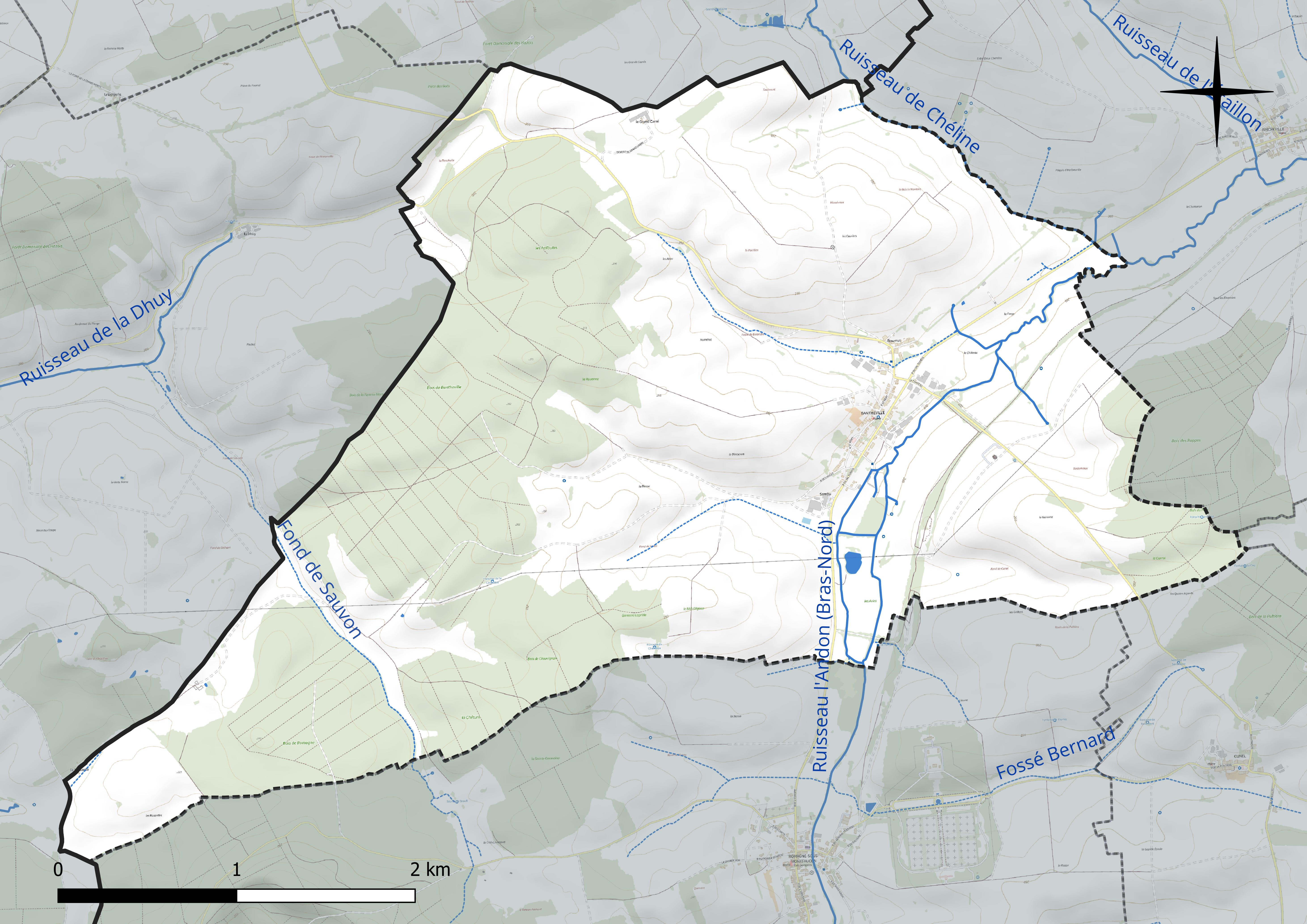
Réseau hydrographique de Bantheville.

### Climat
Pour des articles plus généraux, voir Climat du Grand Est et Climat de la Meuse.
En 2010, le climat de la commune est de type climat de montagne, selon une étude du Centre national de la recherche scientifique s'appuyant sur une série de données couvrant la période 1971-2000. En 2020, Météo-France publie une typologie des climats de la France métropolitaine dans laquelle la commune est exposée à un climat océanique altéré et est dans la région climatique  Lorraine, plateau de Langres, Morvan, caractérisée par un hiver rude (1,5 °C), des vents modérés et des brouillards fréquents en automne et hiver. 
Pour la période 1971-2000, la température annuelle moyenne est de 9,9 °C, avec une amplitude thermique annuelle de 15,8 °C. Le cumul annuel moyen de précipitations est de 968 mm, avec 13,9 jours de précipitations en janvier et 9,5 jours en juillet. Pour la période 1991-2020, la température moyenne annuelle observée sur la station météorologique de Météo-France la plus proche, « Septsarges », sur la commune de Septsarges à 10 km à vol d'oiseau, est de 10,3 °C et le cumul annuel moyen de précipitations est de 942,8 mm. 
La température maximale relevée sur cette station est de 39,9 °C, atteinte le 25 juillet 2019 ; la température minimale est de −15,7 °C, atteinte le 1er janvier 1997,,. 
Les paramètres climatiques de la commune ont été estimés pour le milieu du siècle (2041-2070) selon différents scénarios d'émission de gaz à effet de serre à partir des nouvelles projections climatiques de référence DRIAS-2020. Ils sont consultables sur un site dédié publié par Météo-France en novembre 2022.

## Urbanisme

### Typologie
Au 1er janvier 2024, Bantheville est catégorisée commune rurale à habitat dispersé, selon la nouvelle grille communale de densité à sept niveaux définie par l'Insee en 2022.
Elle est située hors unité urbaine et hors attraction des villes,.

### Occupation des sols
L'occupation des sols de la commune, telle qu'elle ressort de la base de données européenne d’occupation biophysique des sols Corine Land Cover (CLC), est marquée par l'importance des territoires agricoles (62,6 % en 2018), une proportion sensiblement équivalente à celle de 1990 (63 %). La répartition détaillée en 2018 est la suivante : 
terres arables (41,9 %), forêts (34,7 %), prairies (18,2 %), zones urbanisées (2,7 %), zones agricoles hétérogènes (2,5 %). L'évolution de l’occupation des sols de la commune et de ses infrastructures peut être observée sur les différentes représentations cartographiques du territoire : la carte de Cassini (XVIIIe siècle), la carte d'état-major (1820-1866) et les cartes ou photos aériennes de l'IGN pour la période actuelle (1950 à aujourd'hui).

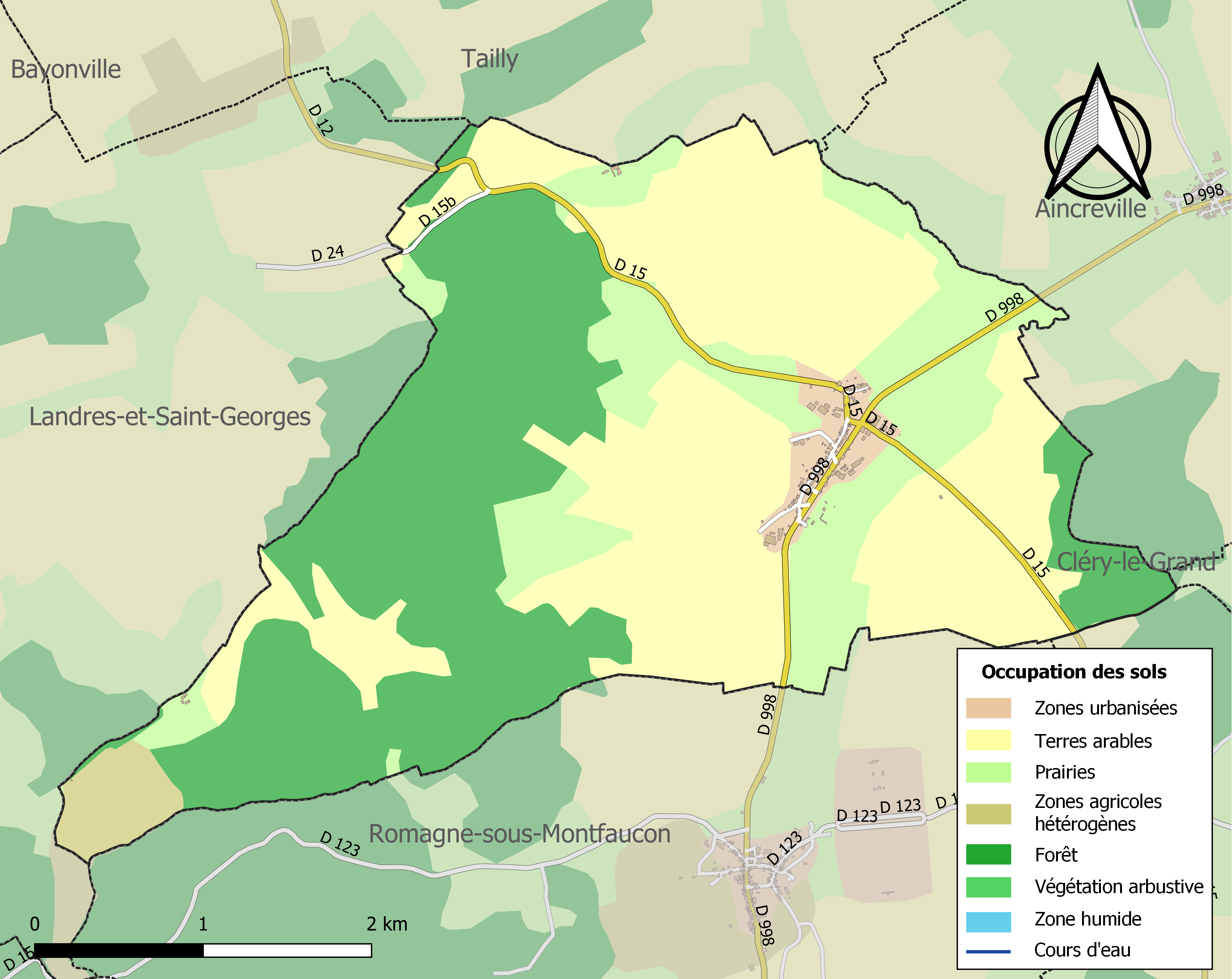
Carte des infrastructures et de l'occupation des sols de la commune en 2018 (CLC).

## Toponymie
Le nom de la localité est attesté sous les formes In finibus Montis-Falconis, in villa quæ dicitur Bantonis (XIe siècle) ; Banconis-villa (1179) ; Banteville (1261) ; Bandeville (1656) ; Banthivilla.

## Politique et administration
| Période                                  | Période   | Identité       | Étiquette | Qualité            |
| ---------------------------------------- | --------- | -------------- | --------- | ------------------ |
| Les données manquantes sont à compléter. |           |                |           |                    |
| mars 1964                                | mars 1984 | Jean Casanello |           | Retraité           |
| mars 1984                                | mars 2014 | Jean D'Halluin |           |                    |
| mars 2014                                | mai 2020  | Guy Nicolet    |           | Retraité           |
| mai 2020                                 | En cours  | André Cornette |           | Ancien agriculteur |

## Population et société

### Démographie
L'évolution du nombre d'habitants est connue à travers les recensements de la population effectués dans la commune depuis 1793. Pour les communes de moins de 10 000 habitants, une enquête de recensement portant sur toute la population est réalisée tous les cinq ans, les populations de référence des années intermédiaires étant quant à elles estimées par interpolation ou extrapolation. Pour la commune, le premier recensement exhaustif entrant dans le cadre du nouveau dispositif a été réalisé en 2006.

En 2022, la commune comptait 103 habitants, en évolution de −15,57 % par rapport à 2016 (Meuse : −4,4 %, France hors Mayotte : +2,11 %).
| 1793 | 1800 | 1806 | 1821 | 1831 | 1836 | 1841 | 1846 | 1851 |
| ---- | ---- | ---- | ---- | ---- | ---- | ---- | ---- | ---- |
| 359  | 409  | 421  | 423  | 505  | 484  | 524  | 487  | 483  |

| 1856 | 1861 | 1866 | 1872 | 1876 | 1881 | 1886 | 1891 | 1896 |
| ---- | ---- | ---- | ---- | ---- | ---- | ---- | ---- | ---- |
| 471  | 515  | 490  | 483  | 429  | 399  | 408  | 409  | 423  |

| 1901 | 1906 | 1911 | 1921 | 1926 | 1931 | 1936 | 1946 | 1954 |
| ---- | ---- | ---- | ---- | ---- | ---- | ---- | ---- | ---- |
| 390  | 344  | 322  | 171  | 193  | 211  | 211  | 206  | 194  |

| 1962 | 1968 | 1975 | 1982 | 1990 | 1999 | 2006 | 2011 | 2016 |
| ---- | ---- | ---- | ---- | ---- | ---- | ---- | ---- | ---- |
| 165  | 144  | 128  | 133  | 139  | 140  | 131  | 131  | 122  |

| 2021 | 2022 | - | - | - | - | - | - | - |
| ---- | ---- | - | - | - | - | - | - | - |
| 106  | 103  | - | - | - | - | - | - | - |

## Culture locale et patrimoine

### Lieux et monuments
- Église Saint-Rémy de Bantheville,
- Ruine de la tour du château de Bolandre,(en 2022 ruine totalement disparue).
- Espace d'expression culturelle et artistique à ciel ouvert rue Saint-Rémy.

### Héraldique
| Blason de Bantheville | Blason  | D'azur à la fasce ondée d'argent chargée de deux fers de moulin de sinople, accompagnée en chef d'un lion issant d'or, armé et lampassé de gueules et en pointe d'une tour d'or maçonnée de sable. |
| Blason de Bantheville | Détails | Création Dominique Larcher et Dominique Lacorde. Adopté le 17 octobre 2014. |